# فرانسيس غرايمز
فرانسيس غرايمز (بالإنجليزية: Frances Grimes)‏ هي نحّاتة وفنانة أمريكية، ولدت في 25 يناير 1869 في Braceville Township, Ohio ‏ في الولايات المتحدة، وتوفيت في 1963 في نيويورك في الولايات المتحدة.